# Monti Vittorio Emanuele
I Monti Vittorio Emanuele (in inglese Victor Emanuel Range) sono una catena montuosa calcarea negli altopiani della Nuova Guinea nella Papua Nuova Guinea occidentale. La catena montuosa si trova nel remoto Distretto del Fly Settentrionale della Provincia Occidentale della Papua Nuova Guinea, formando una propaggine verso est delle Star Mountains.
La catena montuosa è stata chiamata dal naturalista italiano Luigi Maria d'Albertis in onore del re d'Italia Vittorio Emanuele II quando nel 1876 cartografò il corso del fiume Fly, le cui sorgenti sono in questa zona. Anche le sorgenti del fiume Sepik hanno origine nel versante nord della catena montuosa. Le montagne raggiungono i 3310 metri di altitudine. Il punto più alto è il monte Wamtakin (5°11′32″S 141°52′36″E), che misura 3577 metri sul livello del mare.
Anche il monte Kweirok (3508 m; 5°15′49″S 141°55′06″E) fa parte della catena montuosa.
I Monti Vittorio Emanuele sono lunghi circa 25,5 km in direzione est-ovest. A est, oltre il confine con l'Indonesia, si innalzano le Star Mountains. A nord e ad est sono presenti altre catene montuose degli altopiani della Nuova Guinea, mentre a sud il terreno scende in modo significativo fino all'altopiano della Grande Papua.